# Vohlissaari
Vohlissaari är en ö i Finland. Den ligger i sjön Rutajärvi och i kommunen Urdiala i den ekonomiska regionen  Södra Birkaland och landskapet Birkaland, i den södra delen av landet, 130 km nordväst om huvudstaden Helsingfors. Öns area är 8 hektar och dess största längd är 0,6 kilometer i sydöst-nordvästlig riktning.